# Sebdou
Sebdou (arabisch سبدو; Zentralatlas-Tamazight ⵙⴻⴱⴷⵓ) ist eine nordwestalgerische Stadt mit ca. 40.000 Einwohnern und Hauptort einer aus mehreren Dörfern bestehenden Gemeinde (commune) mit insgesamt ca. 50.000 Einwohnern in der Provinz Tlemcen.

## Lage und Klima
Die Stadt Sebdou befindet sich in den Monts de Tlemcen, einem Teil des Tell-Atlas, in einer Höhe von ca. 910 bis 940 m. Das Klima ist überwiegend gemäßigt bis warm; Regen (ca. 400–500 mm/Jahr) fällt – manchmal auch als Schnee – hauptsächlich im Winterhalbjahr.

## Bevölkerung
| Jahr      | 1977  | 1987   | 1998   | 2008   |
| --------- | ----- | ------ | ------ | ------ |
| Einwohner | 9.949 | 20.062 | 28.781 | 32.570 |

Seit den 1960er Jahren erlebt Sebdou eine starke Zuwanderung von Familien aus den angrenzenden ländlichen Regionen.

## Wirtschaft
Die Wirtschaft der Umgebung ist hauptsächlich durch die Wollproduktion geprägt; die immer noch zumeist von Nomaden betriebene Schafzucht spielt traditionell die wichtigste Rolle im Wirtschaftsleben der Stadt.

## Geschichte
Unter der Herrschaft der Osmanen (ab 1554) war der von Berbern des Stammes der Beni Ouriache bewohnte Ort Tafraouah ein Vorposten der Armee. Von 1830/48 bis 1962 war Sebdou Teil der französischen Kolonie Algerien; er war zeitweise Garnisonsstandpunkt, um den herum eine moderne Stadt entstand.

## Sehenswürdigkeiten
Die weitgehend moderne Stadt hat keine historisch oder kulturell bedeutsamen Sehenswürdigkeiten.